# Szerencse

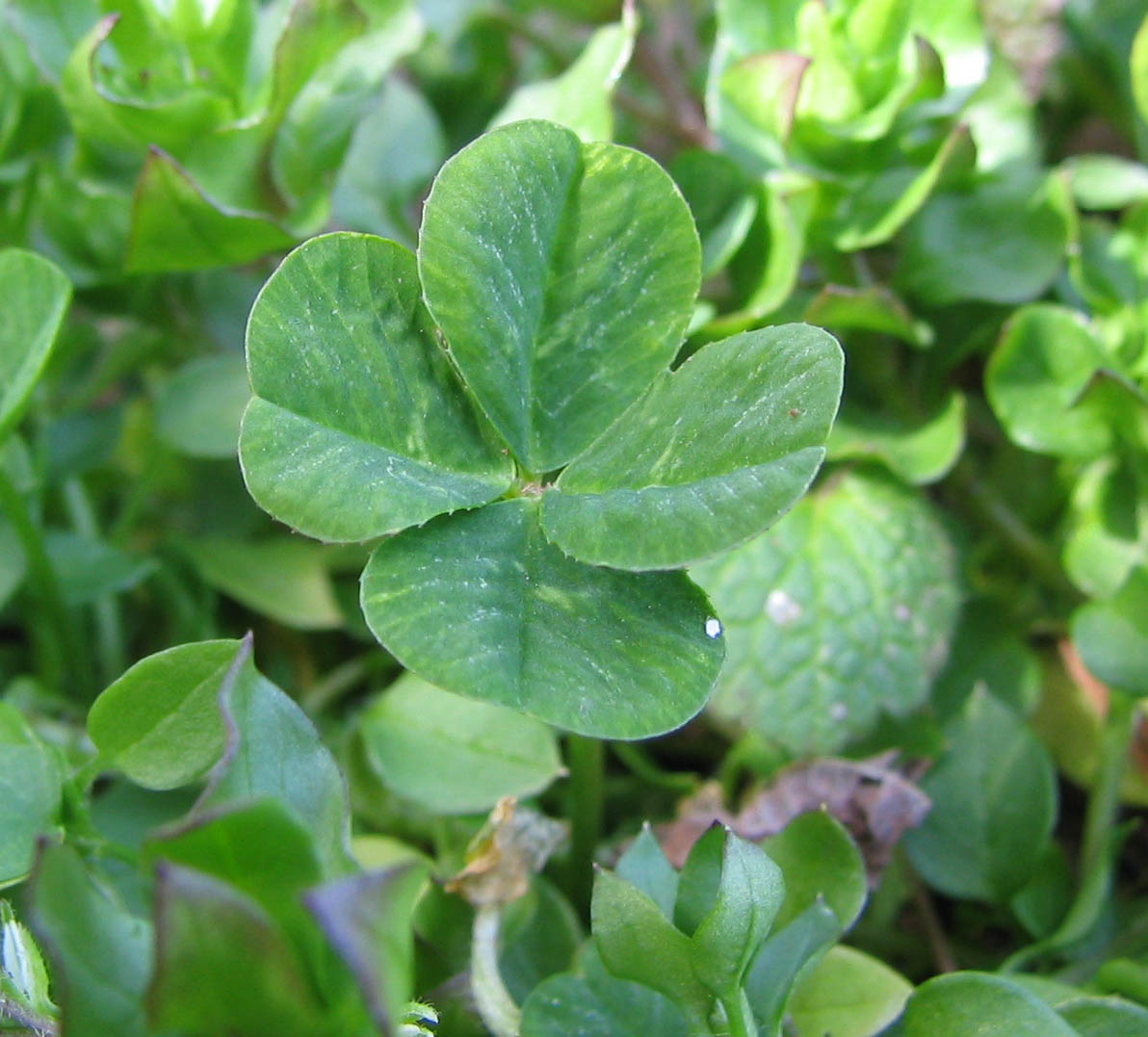
A négylevelű lóherét gyakran tekintik a jó szerencse adományozójának.

A szerencse meghatározása filozófiai, vallási, misztikus és érzelmi összefüggések szerint változik. A Webster szótár szerint a szerencse „értelmetlen, kiszámíthatatlan, irányíthatatlan erő, amely az események kedvező vagy kedvezőtlen folyását formálja egy egyén, egy csoport, vagy egy ügy esetében”. Max Gunther úgy határozza meg, mint „az olyan eseményeket, amelyek az egyén életét befolyásolják és amelyek látszólag nem állnak az egyén irányítása alatt”.
Ha úgy tekintjük, mint egy tényezőt, ami az egyén irányításán túli, tekintet nélkül arra, hogy mit akar, milyen szándékkal van, vagy milyen eredményt kíván, akkor két értelemben használják a kifejezést: előíró és leíró értelemben. Az előíró értelemben a szerencse természetfeletti, determinisztikus koncepció arról, hogy vannak olyan erők (pl. istenek vagy szellemek), amelyek előírják, hogy bizonyos események hogyan történjenek, ahogyan a fizika törvényei előírják, hogy bizonyos események bekövetkeznek. Ebben az értelemben használják, amikor azt mondják: „nem hiszek a szerencsében”. A leíró értelemben az emberek akkor használják, miután kedvező, kedvezőtlen vagy valószínűtlen események történnek velük. 
A jószerencséhez és ellentétéhez, a balszerencséhez számos, kultúránként és koronként eltérő szokás kötődik aszerint, hogy a puszta véletlennek tekintik a hatását, vagy hitet, esetleg babonát társítanak hozzá. Több politeista vallásban a szerencsének saját istene van, mint például Fortuna istennő az ókori római, vagy a hét szerencseisten a japán mitológiában. Daniel Dennett filozófus úgy véli, hogy „a szerencse puszta szerencse”, nem pedig tulajdon, személy vagy dolog. Carl Jung a szerencsét szinkronicitásként látja, amelyet úgy ír le, mint „egy értelmes egybeesést”. 

## Értelmezések
A szerencsét számos különböző módon lehet értelmezni, magyarázni.

### Mint a kontroll hiánya
Szerencse arra utal, ami  egy ember irányításán túl történik. Ez a nézet magában foglal olyan jelenségeket, amelyek véletlenszerű történések, egy személy születési helye például, de ahol nincs bizonytalanság, vagy ahol a bizonytalanság lényegtelen. Ennek keretében három különböző típusú szerencsét lehet megkülönböztetni:
1. Alapvető szerencsét, ami olyan tényezőket jelent, amelyek nem módosíthatók. Erre jellemző példák a születési hely, valamint a genetikai állomány.
2. Közvetett szerencsét - olyan tényezők, amit véletlenszerűen hozunk. Jellemző példái a balesetek és járványok.
3. A tudatlanság szerencsét, olyan tényezőkkel kapcsolatban, amiről az egyén nem tud. Példái csak utólag azonosíthatóak.

### Mint tévedés
Egy másik nézet úgy tartja, hogy „a szerencse a valószínűség személyesnek vétele”. A racionalista megközelítés a szerencsére a valószínűség szabályait vetíti, és kerüli a tudománytalan hiedelmeket. A racionalista ember azt hiszi, hogy a szerencsében való hit gyenge érvelés miatt vagy vágyálom miatt van. Egy racionalista számára az, aki a szerencsében hisz, vagy arra gondol, hogy valami befolyásolta a szerencséjét, a "post hoc ergo propter hoc" logikai tévedésbe esik: ez azt jelenti, hogy mivel a két esemény egymás után történt, így bizonyosan kapcsolatban vannak egymással okozati összefüggésben is. Általánosságban:
A történik (szerencse-vonzó esemény vagy cselekedet) , és aztán B is megtörténik;

Ezért A befolyásolta B-t.
Kortárs szerzők a témával kapcsolatban úgy vélik, hogy a jó sors meghatározása a következő: az egyén, aki jó egészségnek örvend; fizikai és a mentális képességei lehetővé teszik számára, hogy elérje a céljait az életben; jó megjelenésű; boldog elmével rendelkezik, és nem hajlamos balesetekre.
Racionalista szempontból az esélyt csak a megerősített ok-okozati kapcsolatok befolyásolják.
A szerencsejátékos tévedés és az inverz szerencsejátékos tévedés érvelési problémákat mutat a szerencse közös hiedelmeire vonatkozólag. Magában foglalja a véletlenszerű események kiszámíthatatlanságának tagadását: „nem dobtam még hetest egész héten, tehát mindenképpen fogok dobni ma este egyet”.

### Mint lényegiség

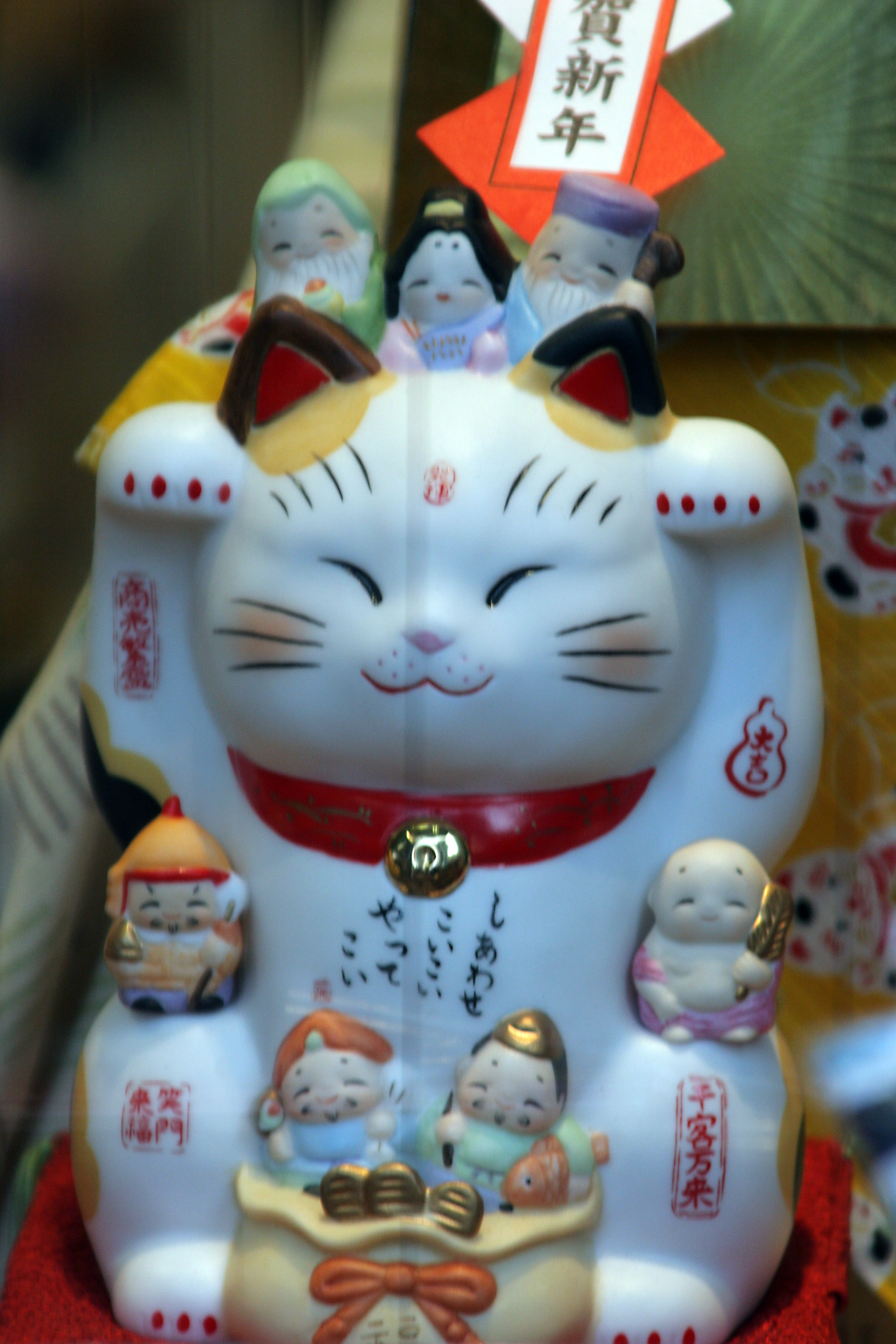
Maneki-neko a Hét Szerencseistennel.

A szerencsével kapcsolatban jó pár spirituális vagy természetfeletti hiedelem létezik. Ezek a hiedelmek eltérőek egymástól, de abban a legtöbben egyetértenek, hogy a szerencsét spirituális eszközökkel befolyásolni lehet, és ez bizonyos rituálékkal, vagy bizonyos körülmények elkerülésével történhet meg.
A szerencse egy hit is lehet a szerencsés vagy szerencsétlen események bekövetkeztében. A szerencse egyfajta babona, amelyet a különböző egyének egyénileg értelmeznek.

### Mint önbeteljesítő jóslat
Néhányan a szerencsét hamis elképzelésnek látják, amely azonban pozitív gondolkodásra sarkall, illetve az egyén választásait jobbítja. Mások, mint Jean-Paul Sartre és Sigmund Freud, úgy érzik, hogy a szerencsében való hit egy menekülés a személyes felelősség elől.  Ezen elmélet szerint, aki úgy nyilatkozik magáról, hogy „sok balszerencse éri”, alapos kivizsgálás után kiderül róla, hogy kockázatos életmódot folytat. A személyiségpszichológiában leírják, hogy az emberek négy szempont szerint különböznek egymástól a szerencse vonatkozásában: a szerencsében való hitükben, a szerencse visszautasításában, szerencsés létükben, vagy szerencsétlen létükben Azok az Emberek, akik a jó szerencsében hisznek optimistábbak, elégedettek az életükkel, jobb a hangulatuk. Ha a „jó”, illetve „rossz” események mindenkivel véletlenszerűen előfordulnak, a jó szerencsében hívők a vagyonukban nettó nyereséget tapasztalnak, és fordítva igaz ez azokra, akik a balszerencsében hisznek. Ez egy egyértelműen öngerjesztő folyamat, így a jó szerencsében való hit egy adaptív mém lehet.

## Szociális szempontok

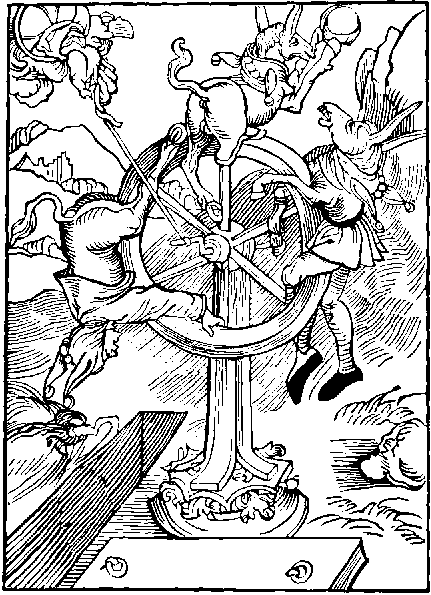
Szerencsekerék mint az Sebastian Brant könyvében létható, Albrecht Dürer műve

A szerencse a társadalom több vonatkozásában fontos tényező.

### Játékok
Egy játék inkább függhet szerencsétől, mint a képességtől, vagy erőfeszítéstől. Például a sakk nem használ semmiféle véletlenszerű tényezőt, ellentétben a dobókockával, míg a dominónál „a húzás szerencséje” van, amikor a darabot kiválasztja. A pókerben, különösen a közös asztalokon, a tiszta szerencse dönthet a nyerő kézről. A szerencse a játék folyamával véletlenszerű eseménnyel van meghatározva, mint például a kockadobás vagy kártyahúzás. A szerencse pozitív (jó szerencse), ha a játékos helyzete javult, míg az negatív (balszerencse), ha romlott. Egy pókerjátékos, aki jól játszik (sikeres, győztes), azt mondja, hogy „nyerő szériában van”. Jelenleg nincs tudományos kutatás, ami elmagyarázná, hogy némely nyerő játékosok, akik a jövedelmezőségüket a valószínűség és véletlen keverékeként látják, hogyan értelmezik a szerencsét a játékban.

### Eszköz a problémák megoldására
„A véletlenre hagyás” egy módja a problémák megoldásának. Például egy érmét feldobnak egy sportesemény  elején, hogy az eldöntse, hogy ki kezd. 

### Számmisztika
A legtöbb kultúrában bizonyos számokat szerencsésnek vagy szerencsétlennek tekintenek. Ez különösen erős az ázsiai kultúrákban, ahol a "szerencsés" telefonszámok, gépjármű rendszámok, lakcímek  megszerzését aktívan keresik, nem ritkán drágán. A számmisztika, ahogyan kapcsolódik a szerencséhez, közelebb áll a művészethez, mint tudományhoz, bár lehetséges, hogy a számmisztikusok és az asztrológusok ezzel nem értenének egyet. Összefügg az asztrológiával, valamennyire a  parapszichológiával és a spiritualitással is, és szinte bármit tiszta számmá redukálnak, majd megkísérelnek vele valamilyen értelmes dolgot megtudni a valóságról, illetve megpróbálják megjósolni vagy kiszámítani a jövőt a szerencsés számok alapján. A numerológia népi jellegű, és akkor kezdődött, amikor az ember először tanult meg számolni. Az emberi történelem során számos kultúrában gyakorolták, a jóslástól az online jövendőmondásig.

### Tudomány
Más gondolkodók, mint Thomas Kuhn kifejtették az esély szerepét a tudományos felfedezésekben.
Richard Wiseman egy tízéves tudományos tanulmányt folytatott a szerencse természetéről, és feltárta, hogy az emberek nagymértékben befolyásolják a saját jó vagy rossz szerencséjüket. A kutatásai során kiderült, hogy a „Szerencsés emberek a jó szerencséjüket négy alapvető elv alapján teremtik. Képesek felismerni és megteremteni a feltárulkozó lehetőségeket, szerencsés döntéseket hoznak az intuíciójuk segítségével, önbeteljesítő próféciákat hoznak létre a pozitív elvárások alapján és rugalmas hozzáállásuk a balszerencsét jóvá változtatja”. A kutatók azt vették észre, hogy a jó szerencse és a jó hangulat gyakran együtt fordul elő (Duong & Ohtsuka, 2000), és hogy a szerencsés ember boldog és bizakodó, míg a szerencsétlen ember ideges és depressziós (Day & Maltby, 2003; Wiseman, 2003).

## Vallásban, mitológiában

### Buddhizmus
Gautama Buddha, a buddhizmus alapítója arra tanította a követőit, hogy ne higgyenek a szerencsében. Azt tanította, hogy minden történésnek oka van, akár anyagi vagy spirituális dologról van szó, és nem történik szerencse véletlen vagy sorsszerűség miatt. Az erkölcsi ok-okozati összefüggések fogalma, a karma (Páli: kamma) a Buddhizmus központi fogalma. 
Azonban a szerencsében való hit számos elsősorban Buddhista országban elterjedt. Thaiföldön a buddhisták verseket viselnek (takrut), vagy szerencse amulettet, amelyet szerzetesek károk elleni védelemmel áldottak meg.

### Hinduizmus

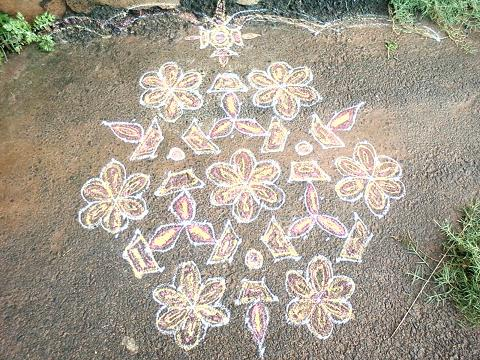
Egy Rangoli rajz.

A hinduizmus azt mondja, hogy a helyes istentisztelettel, a körültekintő imával (szanszkrit nyelven: Shri Lakshmi Sahasranam Pujan Vidhi) el lehet érni Lakshmi a hindu pénz- és vagyonistennő áldását. A Lakshmi Parayan-t (ima) a Diwali napján szokták elmondani, a fény ünnepén. Abban az időben rangoli-t is készítenek a nappalik és udvarok dekoratív rajzait, és ezek a szerencse szent üdvözlőterületei.

## Nemzetközi „jószerencsét” üdvözletek
- Arab: حظا سعيدا!
- Bengáli: ভাগ্য আপনার সহায় হোক!
- Kínai: 祝你好运！
- Holland: Veel geluk!
- Angol: Good luck!
- Német: Viel Glück!
- Görög: Καλή τύχη!
- Francia: Bonne chance!
- Olasz: Buona Fortuna!
- Japán: 頑張って！
- Koreai: 행운을 빌어 요!
- Lengyel: szczęść Boże
- Portugál: Boa sorte!
- Román: Noroc bun
- Orosz: Удачи! (Udachi!)
- Spanyol: ¡Buena suerte!
- Svéd: Lycka till!
- Török: İyi şanslar!
- Vietnámi: Chúc may mắn!

## Szerencse a fikcióban
- Donald kacsa unokatestvérét Gúnár Gusztávot Carl Barks hozta létre 1948-ban. Ő az extrém jó szerencséjéről ismert, és mindent, amit csak akar, anélkül ér el, hogy bármilyen erőfeszítést végezne. Több különböző változata van, hogy miért ilyen szerencsés. Egyik, hogy Gusztáv szerencsés csillagzat alatt született, míg egy másik azt mondja, hogy az anyjától örökölte. Sok olasz képregényben Gusztáv azért ilyen rendkívül szerencsés, mert Fortuna istennő szerelmes belé.
- A J. K. Rowling könyvében, a  Harry Potter és a félvér hercegben Harry egy szerencsefőzetet iszik, a Felix Felicis-t, amit 'Folyékony Szerencseként' ismernek. Aki megissza, szerencsés időszakon esik keresztül, amely idő alatt minden kísérletének sikerére rendkívül jó esélye van.

## Fordítás
- Ez a szócikk részben vagy egészben  a   Luck című angol Wikipédia-szócikk ezen változatának fordításán alapul.  Az eredeti cikk szerkesztőit annak laptörténete sorolja fel. Ez a jelzés csupán a megfogalmazás eredetét és a szerzői jogokat jelzi, nem szolgál a cikkben szereplő információk forrásmegjelöléseként.